# دنی وود
دنی وود (انگلیسی: Danny Wood؛ زادهٔ ۱۴ مهٔ ۱۹۶۹) یک موسیقی‌دان اهل ایالات متحده آمریکا و عضو گروه نیو کیدز آن د بلاک است.